# Liga Veneta Repubblica
La Liga Veneta Repubblica è un partito politico regionalista italiano attivo nella Regione Veneto.
Affermatosi nel 1998 in seguito ad una scissione dalla Liga Veneta (quale sezione della Lega Nord), nel 1999 ha assunto la denominazione di Veneti d'Europa. Nel 2000 si è fuso con il movimento Veneto Autonomo e nel 2001 ha preso il nome di Liga Fronte Veneto. Nel 2007 ha ripreso a chiamarsi Liga Veneta Repubblica.
Si propone l'autonomia/indipendenza del popolo veneto, il quale - sostiene - attraverso lo strumento dell'autodeterminazione, intenderebbe disporre pienamente della propria originaria sovranità statuale, attraverso metodi democratici, non violenti ed elettorali, in conformità alle norme del diritto internazionale.
Il partito ha fatto parte, dal 1999 al 2022, dell'Alleanza Libera Europea, partito politico europeo che riunisce i movimenti autonomisti, indipendentisti, federalisti e regionalisti democratici dell'Unione europea.

## Storia

### La nascita della Liga
Nel settembre del 1998 gli organi elettivi della Lega Nord-Liga Veneta vennero commissariati ed il segretario nazionale Fabrizio Comencini fu destituito. Comencini era da tempo in rotta con Umberto Bossi, al quale contestava lo squilibrio tra lombardi e veneti all'interno del partito, e una strategia politica fallimentare, che prevedeva la messa da parte delle iniziative secessioniste più esplicite e accenni di collaborazione con l'UDR di Francesco Cossiga (di cui il massimo esponente in Veneto era l'ex ministro democristiano Carlo Bernini) mentre Comencini avrebbe preferito collaborare col presidente della Giunta regionale Giancarlo Galan. Il Consiglio nazionale della Liga Veneta stilò allora un documento in cui rivendicava libertà d'azione, sottoscritto da molti militanti e dirigenti tra cui Comencini, ma non accettato dai vertici della Lega Nord. Si arrivò così, il 4 ottobre 1998, alla nascita della Liga Veneta Repubblica, di cui fu eletto segretario Comencini e presidente il consigliere regionale Mariangelo Foggiato. Al nuovo movimento aderirono tutti i consiglieri regionali tranne uno e alcuni parlamentari, tra cui i senatori Antonio Serena e Donato Manfroi.

### Veneti d'Europa
Alle elezioni europee del 1999 la Liga Veneta Repubblica si presentò assieme ad altri movimenti autonomisti dell'Italia nordorientale, tra cui l'Union für Südtirol e Friûl, ottenendo il 3,5% in Veneto, ma nessun eletto; ebbe però un certo numero di consiglieri comunali e alcuni sindaci. Nel mese di ottobre si svolse un congresso che deliberò il cambio di nome in Veneti d'Europa (dopo la fusione col movimento Veneto Futuro di Giuseppe Ceccato, ex leghista che aveva aderito all'ApE di Comino e Gnutti) e aprì la possibilità di un'alleanza con Forza Italia alle successive elezioni regionali sulla base della condivisione di alcuni punti programmatici di stampo autonomista e federalista.
La successiva alleanza della Lega Nord col Polo per le Libertà chiuse ogni ipotesi di appoggio a Galan, e alle regionali del 2000 i Veneti d'Europa candidarono Comencini alla carica di presidente della regione. La lista ottenne circa 56.000 voti pari al 2,46% e non riuscì a confermare i consiglieri uscenti. All'insuccesso contribuì probabilmente la presenza di un'altra lista autonomista in corsa solitaria, il Fronte Marco Polo di Giorgio Vido, caratterizzato da un programma di forte rifiuto del centralismo statale e dell'immigrazione indiscriminata, che ebbe l'1,25%.

### Liga Fronte Veneto
Nell'aprile del 2001 i Veneti d'Europa e il Fronte Marco Polo si unirono nella Liga Fronte Veneto, che partecipò alle elezioni politiche di maggio al di fuori dei poli. Il risultato nei collegi uninominali di Camera e Senato fu attorno al 5%, insufficiente per l'elezione. Tra i candidati il più votato fu Giuseppe Segato, uno dei cosiddetti "serenissimi del campanile di Venezia del 1997", che per soli mille voti non divenne senatore. Nel proporzionale della Camera ottenne il 2,5% su base regionale.
Nel 2004 la Liga Fronte Veneto partecipò alle elezioni europee con una lista comune con la Lega per l'Autonomia - Alleanza Lombarda - Lega Pensionati (che, essendo presente in parlamento col suo leader De Paoli, era esentata dalla raccolta delle firme), il Partito Sardo d'Azione e, ancora una volta, con l'Union für Südtirol. Tale lista ottenne in Veneto appena lo 0,64% dei voti. Lo stesso anno vide la nascita di un altro partito autonomista in Veneto, il Progetto Nordest di Giorgio Panto: nonostante l'interesse di una parte della dirigenza per un percorso comune, Comencini avversò tale possibilità, che a suo modo di vedere avrebbe minato l'autonomia del partito. Come risultato, diversi esponenti di spicco della Liga, tra cui Beggiato, Foggiato e Michele Munaretto, aderirono al movimento di Panto. Negli anni successivi ci sarebbero comunque state diverse collaborazioni tra i due partiti a livello di elezioni amministrative.

### Dal centrosinistra all'UDC
Alle elezioni regionali del 2005 la Liga Fronte Veneto appoggiò il candidato del centrosinistra Massimo Carraro, ma con l'1,19% e circa 27.500 voti non riuscì a rientrare nel Consiglio regionale. Continuò la collaborazione col centrosinistra anche alle elezioni politiche dell'anno successivo, ottenendo mediamente 23.000 voti (circa lo 0,8% a livello regionale). Ad essa sembrò essersi avvicinato idealmente anche il fondatore della Liga Veneta Franco Rocchetta.
Nel 2007 Comencini annunciò l'adesione della Liga Veneta Repubblica al progetto della nuova Democrazia Cristiana di Giuseppe Pizza: l'alleanza portò all'elezione di un consigliere provinciale a Vicenza. Il percorso comune fu però di breve durata perché già alle elezioni del 2008 la Liga Veneta Repubblica ritornò al di fuori dalle coalizioni (mentre Pizza aveva siglato un accordo con Il Popolo della Libertà), con l'obiettivo di diventare il punto di aggregazione di tutte le forze autonomiste-indipendentiste venete. Il partito, che candidava a Presidente del Consiglio Giorgio Vido, vide incrementare i propri consensi, arrivando all'1,7% al Senato in Veneto.
La Liga Veneta Repubblica partecipò alle elezioni amministrative del 2009 appoggiando spesso i candidati dell'UDC o del centrosinistra.
La Liga alle regionali venete del 2010 appoggiò il candidato dell'UDC Antonio De Poli, insieme ad altri movimenti autonomisti e venetisti quali Progetto NordEst, L'Intesa Veneta e Unione Nord Est, in una lista comune sotto le insegne di quest'ultima. Questa scelta provocò però due scissioni: la corrente di centrosinistra capeggiata da Bortolino Sartore appoggiò il candidato del PD Giuseppe Bortolussi, presentandosi come Liga Veneto Autonomo, con un simbolo molto simile a quello della Liga Veneta Repubblica; la corrente più autonomista capeggiata da Silvano Polo confluì nella coalizione del Partito dei Veneti, che lo candidò alla regione. La lista comune con la dicitura dell'Unione Nord Est ottenne l'1,54% dei voti eleggendo un consigliere, il presidente del Progetto NordEst Mariangelo Foggiato.
Il 18 agosto 2010 la corrente capeggiata da Bortolino Sartore e Giorgio Vido si scisse ufficialmente dalla LVR e fondò la Liga Veneto Autonomo, della quale Sartore è stato nominato portavoce.
Alle elezioni politiche del 2013 la Liga Veneta si presentò di nuovo al di fuori delle coalizioni, ma con risultati più modesti rispetto alle politiche precedenti (lo 0,74% al Senato su base regionale).

### Veneto Indipendente e l'appoggio al centrodestra
Nel marzo 2014 la Liga Veneta Repubblica, assieme ai movimenti Veneti Indipendenti, Veneto Stato e Futuro Popolare diede luogo ad una federazione chiamata Uniti per il Veneto Indipendente, allo scopo di rendere possibile la celebrazione di un referendum per l'indipendenza della regione nel contesto del diritto internazionale.
Alle elezioni regionali del 2015 la Liga Veneta Repubblica (assieme ai movimenti Progetto NordEst, Veneto Stato, Veneti Indipendenti, Pro Veneto e Tea Party Veneto) forma il cartello elettorale Indipendenza Noi Veneto, sostenendo il Presidente uscente Luca Zaia:la coalizione ottiene il 2,69% e fa eleggere in consiglio regionale Antonio Guadagnini, esponente di Veneto Stato. Nel marzo 2016, tuttavia, Guadagnini abbandona la coalizione fondando il partito Siamo Veneto (confluito poi nel Partito dei Veneti, che partecipa autonomamente alle elezioni regionali in Veneto del 2020): INV perde quindi la propria rappresentanza in consiglio regionale.
Dal 2018 la Liga Veneta Repubblica, dopo la parentesi nel cartello elettorale Noi Veneto Indipendente, torna all'attività politica come movimento indipendente. Nel 2019 il movimento si ripresenta con una propria lista alle amministrative comunali di Negrar di Valpolicella, ottenendo l'1,25% dei voti.

### Veneta Autonomia
Alle elezioni regionali in Veneto del 2020 il movimento si presenta sotto le insegne della Lista Veneta Autonomia a sostegno di Luca Zaia, ottenendo 48.392 voti (2,38%) ed eleggendo a consigliere nella circoscrizione di Verona il vicesindaco di Mozzecane Tomas Piccinini. Alle elezioni comunali del 2022 Veneta Autonomia si presenta a Verona in lista con Noi con l’Italia a sostegno del sindaco Federico Sboarina raccogliendo solo l’1,11%.

## Cariche

### Segretari
- Fabrizio Comencini (1998-2000)
- Ettore Beggiato (2000-2001)
- Giorgio Vido (2001-2003)
- Ettore Beggiato (2003-2004)
- Fabrizio Comencini (2004-2018)
- Gianluigi Sette (2018-in carica)

### Presidenti
- Mariangelo Foggiato (1998-1999)
- Donato Manfroi (1999-2000)
- Fabrizio Comencini (2000-2004)
- Alessio Morosin (2004-2007)
- Gian Pietro Piotto (2009-2018)
- Fabrizio Comencini (2018-in carica)

## Risultati elettorali

### Elezioni politiche ed europee
| Elezione       | Elezione                                            | Lista                  | Voti   | %    | Seggi |
| -------------- | --------------------------------------------------- | ---------------------- | ------ | ---- | ----- |
| Europee 1999   | Liga Veneta Repubblica - Union für Südtirol - altri | 117.979                | 0,38   | -    |       |
| Politiche 2001 | Camera                                              | Liga Fronte Veneto     | 74.353 | 0,20 | -     |
| Senato         | Liga Fronte Veneto                                  | 138.134                | 0,41   | -    |       |
| Europee 2004   | LAL - LFV -PSd'Az - UfS                             | 159.098                | 0,49   | -    |       |
| Politiche 2006 | Camera                                              | Liga Fronte Veneto     | 21.999 | 0,06 | -     |
| Senato         | Liga Fronte Veneto                                  | 23.214                 | 0,07   | -    |       |
| Politiche 2008 | Camera                                              | Liga Veneta Repubblica | 31.353 | 0,09 | -     |
| Senato         | Liga Veneta Repubblica                              | 47.677                 | 0,15   | -    |       |
| Politiche 2013 | Camera                                              | Liga Veneta Repubblica | 15.838 | 0,04 | -     |
| Senato         | Liga Veneta Repubblica                              | 20.381                 | 0,06   | -    |       |

### Elezioni regionali in Veneto
| Elezione       | Elezione                | Lista  | Voti | % | Seggi |
| -------------- | ----------------------- | ------ | ---- | - | ----- |
| Regionali 2000 | Veneti d'Europa         | 56.448 | 2,46 | - |       |
| Regionali 2005 | Liga Fronte Veneto      | 27.524 | 1,19 | - |       |
| Regionali 2010 | Unione Nord Est         | 34.697 | 1,55 | - |       |
| Regionali 2015 | Indipendenza Noi Veneto | 49.929 | 2,70 | - |       |
| Regionali 2020 | Lista Veneta Autonomia  | 48.932 | 2,38 | 1 |       |